# Bucculatrix cerina
Bucculatrix cerina är en fjärilsart som beskrevs av Braun 1963. Bucculatrix cerina ingår i släktet Bucculatrix och familjen kronmalar. Inga underarter finns listade i Catalogue of Life.